# Christoph Budde
Christoph Budde (Erkelenz, 1963. február 11. – Mönchengladbach, 2009. december 1.) német labdarúgócsatár.